# Liste de ponts sur la Garonne
Cette liste de ponts sur la Garonne présente successivement, d'aval en amont :
- les ponts actuels ;
- les ponts en construction ou en projet ;
- les ponts abandonnés ou détruits.

La Garonne coule des Pyrénées (Val d'Aran, en Espagne) à l'océan Atlantique. Son cours, presque entièrement situé en France, traverse les villes de Toulouse, d'Agen et de Bordeaux, où se trouve le dernier pont. En aval de Bordeaux commence un estuaire, la Gironde, commun à la Garonne et à la Dordogne, sur lequel il n'existe pas encore de pont.
Modalités de présentation : photographie ; nom  ; informations diverses (dimensions ; type de pont ; date de construction ; communes concernées).

## Ponts actuels
| Image                                                                    | Lien | Nom                                                                         | Longueur (m) | Largeur (m) | Hauteur (m) | Portée ppale (m) | Type                                   | Terminé en                          | Lieu                                       |
| ------------------------------------------------------------------------ | ---- | --------------------------------------------------------------------------- | ------------ | ----------- | ----------- | ---------------- | -------------------------------------- | ----------------------------------- | ------------------------------------------ |
|                                                                          |      | Pont d'Aquitaine                                                            | 1 766        | 20,90       | 58          | 393.7            | Pont suspendu                          | 1967                                | Bordeaux                                   |
|                                                                          |      | Pont Jacques-Chaban-Delmas                                                  | 575          | max. 55     | 77          | 110              | Pont levant                            | 2012                                | Bordeaux                                   |
|                                                                          |      | Pont de pierre                                                              | 487          | 19          | 5.8         | inconnue         | Pont en pierre                         | 1822 (plus ancien pont de Bordeaux) | Bordeaux                                   |
|                                                                          |      | Pont Saint-Jean                                                             | 474          | inconnue    | inconnue    | 77               | Pont à poutres                         | 1965                                | Bordeaux                                   |
|                                                                          |      | Pont ferroviaire de Bordeaux                                                | 476          | 22          |             |                  |                                        | 2008                                | Bordeaux                                   |
|                                                                          |      | Passerelle Eiffel (pont ferroviaire désaffecté)                             | 509,69       | 8,6         | inconnue    | inconnue         | Pont métallique                        | 1860                                | Bordeaux                                   |
|                                                                          |      | Pont François-Mitterrand (dit « pont d'Arcins »)                            | 642          | 14          | inconnue    | inconnue         | Pont en poutre caisson                 | 1993                                | Bordeaux                                   |
|                                                                          |      | Pont de Langoiran                                                           |              |             |             |                  |                                        |                                     | Langoiran                                  |
|                                                                          |      | Pont de Béguey-Podensac                                                     |              |             |             |                  |                                        |                                     | Podensac / Béguey                          |
|                                                                          |      | Pont de Cadillac                                                            |              |             |             |                  |                                        |                                     | Cadillac                                   |
|                                                                          |      | Pont ferroviaire de Langon                                                  | 210          |             |             |                  |                                        | 1998                                | Langon                                     |
|                                                                          |      | Pont routier de Langon                                                      |              |             |             |                  |                                        |                                     | Langon                                     |
|                                                                          |      | Pont métallique de Castets-en-Dorthe                                        |              |             |             |                  |                                        |                                     | Castets et Castillon                       |
|                                                                          |      | Pont du Rouergue                                                            | 168          |             |             |                  | Pont suspendu                          | 1934                                | La Réole                                   |
|                                                                          |      | Pont routier de La Réole (D9)                                               |              |             |             |                  |                                        |                                     | La Réole                                   |
|                                                                          |      | Pont routier de Couthures-sur-Garonne (D3)                                  |              |             |             |                  |                                        |                                     | Couthures-sur-Garonne                      |
|                                                                          |      | Pont routier de Marmande (D933)                                             |              |             |             |                  |                                        |                                     | Marmande                                   |
|                                                                          |      | Pont Renaud Jean                                                            |              |             |             |                  | pont suspendu                          |                                     | Marmande                                   |
|                                                                          |      | Pont suspendu du Mas-d'Agenais                                              | 225          | 4,4         |             |                  | pont suspendu                          | 1840                                | Le Mas-d'Agenais                           |
|                                                                          |      | Pont de Tonneins                                                            | 230          | inconnue    | inconnue    | 46               | Pont en arc                            | 1922                                | Tonneins                                   |
|                                                                          |      | Pont-canal d'Agen                                                           | 539          | 12,48       | 10          | inconnue         | Pont en arc                            | 1847                                | Agen                                       |
|                                                                          |      | Pont de pierre (Agen)                                                       |              |             |             |                  |                                        |                                     | Agen                                       |
|                                                                          |      | Pont suspendu de Bourret (interdit à la circulation depuis 20 octobre 1989) | 173          | ≈ 70        | inconnue    | inconnue         | pont à haubans                         | 1910                                | Bourret                                    |
|                                                                          |      | Pont de Verdun-sur-Garonne                                                  | 164          |             | inconnue    | inconnue         | Pont suspendu                          | 1931 mais remplacé en 2013          | Verdun-sur-Garonne                         |
|                                                                          |      | Pont des Catalans                                                           | 257          | 22          | inconnue    | inconnue         | Pont en arc                            | 1908                                | Toulouse                                   |
|                                                                          |      | Pont Saint-Pierre de Toulouse                                               | 240          | inconnue    | inconnue    | 55               | Pont en poutre en treillis type Warren | 1987                                | Toulouse                                   |
|                                                                          |      | Pont-Neuf de Toulouse                                                       | 220          | inconnue    | inconnue    | inconnue         | Pont en arc                            | 1632                                | Toulouse                                   |
|                                                                          |      | Pont Saint-Michel de Toulouse                                               | 326          | inconnue    | inconnue    | 65.20            | Pont en poutre                         | 1962                                | Toulouse                                   |
|                                                                          |      | Vieux pont de Muret                                                         | ?            | inconnue    | inconnue    | inconnue         | Pont à poutre                          | 1993                                | Muret                                      |
|                                                                          |      | Pont de Carbonne                                                            | 180          | inconnue    | inconnue    | 33.90            | Pont en anse de panier                 | 1780                                | Carbonne                                   |
|                                                                          |      | Pont de Cazères                                                             | ?            | inconnue    | inconnue    | inconnue         | Pont en arc                            | 1878                                | Cazères-sur-Garonne                        |
|                                                                          |      | Pont de Saint-Martory                                                       | 60           |             |             |                  | Pont en pierre                         | 1727                                | Saint-Martory                              |
|                                                                          |      | Pont sur la Garonne de Gourdan-Polignan                                     |              |             |             |                  | Pont en pierre                         | Début XIXe siècle                   | Gourdan-Polignan - Montréjeau              |
|                                                                          |      | Nouveau pont du Roi                                                         |              |             |             |                  |                                        | ? XXe siècle                        | Canejan (Val d'Aran) - Fos (Haute-Garonne) |
|                                                                          |      | Pont de Pontaut                                                             |              |             |             |                  | Pont en arc                            |                                     | Canejan (Val d'Aran)                       |
| Image manquante, une illustration sous licence libre serait la bienvenue |      | Pònt dera Lana                                                              |              |             |             |                  |                                        |                                     | Les (Catalogne)                            |
| Image manquante, une illustration sous licence libre serait la bienvenue |      | ?                                                                           |              |             |             |                  |                                        |                                     | Les (Catalogne)                            |
| Image manquante, une illustration sous licence libre serait la bienvenue |      | ? (carrèr Pp la Gua)                                                        |              |             |             |                  |                                        |                                     | Les (Catalogne)                            |
| Image manquante, une illustration sous licence libre serait la bienvenue |      | ? (carrèr d'Aran)                                                           |              |             |             |                  |                                        |                                     | Les (Catalogne)                            |
| Image manquante, une illustration sous licence libre serait la bienvenue |      | ?                                                                           |              |             |             |                  |                                        |                                     | Les (Catalogne)                            |
| Image manquante, une illustration sous licence libre serait la bienvenue |      | ?                                                                           |              |             |             |                  |                                        |                                     | Les (Catalogne)                            |
| Image manquante, une illustration sous licence libre serait la bienvenue |      | Pònt de la Garona                                                           |              |             |             |                  |                                        |                                     | Bossòst                                    |
| Image manquante, une illustration sous licence libre serait la bienvenue |      | Pònt de Bossòst                                                             |              |             |             |                  |                                        |                                     | Bossòst                                    |
| Image manquante, une illustration sous licence libre serait la bienvenue |      | Pònt de Hèr                                                                 |              |             |             |                  |                                        |                                     | Bossòst                                    |
| Image manquante, une illustration sous licence libre serait la bienvenue |      | Pònt deth Lop                                                               |              |             |             |                  |                                        |                                     | Bossòst                                    |
| Image manquante, une illustration sous licence libre serait la bienvenue |      | Pont routier                                                                |              |             |             |                  |                                        |                                     | ?                                          |
| Image manquante, une illustration sous licence libre serait la bienvenue |      | Pont d'Era Bordeta                                                          |              |             |             |                  |                                        |                                     | Era Bordeta (Vilamòs)                      |
| Image manquante, une illustration sous licence libre serait la bienvenue |      | Pont d'Es Bòrdes                                                            |              |             |             |                  |                                        |                                     | Es Bòrdes                                  |

## Ponts en cours de construction et en projet
| Image | Nom              | Longueur (m) | Largeur (m) | Hauteur (m) | Portée ppale (m) | Type           | Ouverture prévue | Statut          | Lieu     |
| ----- | ---------------- | ------------ | ----------- | ----------- | ---------------- | -------------- | ---------------- | --------------- | -------- |
|       | Pont Simone-Veil | 545          | 44          |             |                  | Pont à poutres | Début 2024       | En construction | Bordeaux |

## Ponts abandonnés ou détruits
| Image | Nom                           | Longueur (m) | Largeur (m) | Hauteur (m) | Portée ppale (m) | Type               | Commencé le             | Terminé en              | Détruit ou abandonné le           | Contexte                                                                               | Lieu     |
| ----- | ----------------------------- | ------------ | ----------- | ----------- | ---------------- | ------------------ | ----------------------- | ----------------------- | --------------------------------- | -------------------------------------------------------------------------------------- | -------- |
|       | Pont de la Daurade            | 18           | 7,5         |             |                  | Pont en maçonnerie | 3e quart du XIIe siècle | 3e quart du XIIe siècle | 1639                              | Emporté par les crues.                                                                 | Toulouse |
|       | Pont transbordeur de Bordeaux | 400          | 10          |             |                  | Pont transbordeur  | 1910                    | Non terminé             | 1938 (abandon) 1942 (destruction) | Chantier arrêté à cause des guerres mondiales puis pylônes détruits par les allemands. | Bordeaux |